# 조갑경
조갑경(趙甲卿, 1967년 8월 12일~)은 대한민국의 가수 겸 작사가이자 방송인이고, 때때로 배우로도 활약하고 있다.
본관은 한양(漢陽)이며 1986년 12월, 《MBC 대학가요제》에서 보컬 음악 그룹 《"스케치북"》의 보컬리스트로 참가 및 입상하여 첫 데뷔하였고, 약3년여 지난 이후 1989년 1월에는 《"바보 같은 미소"》라는 곡이 수록된 정규 솔로 1집을 발표했다. 가족관계로는 남편 홍서범과 슬하에 1남 2녀(첫째 아들 홍석준, 첫째 딸 홍석희, 둘째 딸 홍석주)가 있다.

## 학력
- 1980년 서울동구로국교(지금의 서울동구로초등학교) (졸업)
- 1983년 영서중학교 (제1회 졸업)
- 1986년 서울상명여자고등학교(지금의 상명고등학교) (졸업)
- 1988년 서울예술전문대학(지금의 서울예술대학교) 방송연예학과 (전문학사)

## OST 참여 및 출연작

### OST 주제가 참여
- KBS2 《은비까비의 옛날옛적에》
- MBC 《말괄량이 뱁스》
- SBS 《슈퍼 마리오》

### 영화
- 1988년 - 《바이오맨 노래》
- 1991년 - 《네 멋대로 해라》 주제곡
- 2002년 - 《긴급조치 19호》 단역

### 방송
- MBC 《청춘행진곡 병팔이랑 갑경이랑》
- KBS1 《퀴즈탐험 신비의 세계》 (1991년 10월 14일)
- QTV 《조갑경의 돈돈돈》
- JTBC 《유자식 상팔자》
- 채널A 《아내가 뿔났다》
- SBS 《동상이몽, 괜찮아 괜찮아》
- 채널A 《웰컴 투 시월드》
- tvN 《우리들의 차차차》 (2022년)
- MBC 《생방송 행복드림 로또 6/45》- 1030회 게스트

### 라디오
- 1992년 - SBS 라디오 《밤의 데이트》
- 1992년 - SBS 라디오 《기쁜 우리 젊은 날》
- 2006년 - SBS 러브FM 《김영철, 조갑경의 춤추는 2시》
- 2017년 - 국방FM 《오늘도 좋은날》

### 뮤지컬
- 2006년 - 《넌센스 크래커》
- 2007년 - 《메노포즈》

### CF
- 해태음료 써니텐 (1990년 ~ 1991년)
- 한국 피죤 듀에나무스 (1991년)
- 한국 피죤 듀에나마프러스 (1991년)
- 가보식품 가보고추장 (1993년)
- LG생활건강 랑데뷰알파샴푸 (1994년)
- 국제약품 고프레티엘 (1994년)
- 태화라텍스 태화고무장갑 (1995년)
- 비락 마파밥짜장밥 (1995년)
- 한국가스안전공사 (1999년)
- 동성제약 무향료 세븐에이트 (2008년)
- 두크펌프 (2017년)

## 앨범
- 1집 - 바보 같은 미소, 어느 작은 찻집 모퉁이, 시계 (1989.01.11.수.)
- 2집 - 입맞춤, 저 깊고 푸른 밤에, 내사랑 투유(with 홍서범) (1990.11.30.금.)
- 3집 - 그날을 기다리며, 꿈돌이 (1991.11.22.금.)

## 듀엣
- 《이정석 2집》 - 사랑의 대화 (1988.08.01.월.) - with 이정석
- 《조갑경 2집》 - 내사랑 투유 (1990.11.30.금.) - with 홍서범

## 주요 이력
- 1986년 - 제10회 MBC 대학가요제 입상

## 수상
- 1989년 - KBS 가요대상 신인상
- 1989년 - 골든디스크 신인 가수상
- 1990년 - KBS 가요대상 올해의 가수상
- 1992년 - SBS 스타상

## 가족 관계
- 아버지 : 조기홍 (1941년 ~ 2013년 4월 7일) ... 일제강점기 때부터 경상북도 안동군 토박이 출신의 경북 안동 지역의 전직 사업가[2] 출신.
- 배우자 : 홍서범 (1958년 12월 7일 ~ )
  - 장남 : 홍석준 (1994년 12월 15일 ~ )
  - 장녀 : 홍석희 (1997년 4월 6일 ~ )
  - 차녀 : 홍석주 (2001년 7월 20일 ~ )

| KBS 가요대상 《신인상》 |               |        |
| 1988년                  | 1989년 조갑경 | 1990년 |
| 이지연                  | 1989년 조갑경 | 김민우 |
|                         |               |        |
|                         | 바보같은 미소 |        |